# Loris Fahnenbarsch
Der Loris Fahnenbarsch (Pyronotanthias lori) ist ein farbenprächtiger Korallenfisch, der im tropischen Indopazifik von der Weihnachtsinsel und den Rowley Shoals im nordöstlichen Indischen Ozean bis nach Japan im Norden, dem Tuamotu-Archipel und den Loyalitätsinseln im Osten und dem nördlichen Great Barrier Reef im Süden vorkommt.

## Merkmale
Die meisten ausgewachsenen Exemplare haben eine Länge von etwa 7 cm, sehr große Männchen können maximal 12 cm lang werden. Loris Fahnenbarsche haben einen seitlich abgeflachten Körper, dessen Länge das 3,4 bis 4-fache der Körperhöhe beträgt. Sie sind rosa gefärbt und am Bauch weißlich mit einem mehr oder weniger deutlichen lavendelfarbenem Einschlag. Viele Schuppenränder sind gelb, andere violett, so dass auf den Körperseiten ein netzartiges Muster entsteht. Auf dem hinteren Rumpfabschnitt befinden sich zwischen Rückenflossenbasis und Seitenlinie fünf rote Flecke, die annähernd rechteckig sind. Ein weiterer roter Fleck liegt auf der oberen Hälfte des Schwanzstiels und der oberen Schwanzflossenhälfte. Die Oberlippe ist gelb. Die Flossen sind fast transparent, der Rand der Rückenflosse lavendelfarben bis hellblau. Die Bauchflossen der Männchen sind stark verlängert.
Morphometrie:
- Flossenformel: Dorsale X/16(17); Anale III/7(8); Pectorale (16)17-18; Ventrale I/5; Caudale 15
- Schuppenformel: 5/49-52/13-15/25-28
- Kiemenrechen: 8-9+21-24
- Branchiostegalstrahlen: 7
- Wirbel: 26

## Lebensweise
Loris Fahnenbarsch kommt in kleinen Schwärmen in Tiefen von 7 bis 70 Metern vor allem an Außenriffen und in der Umgebung von Höhlen vor und ernährt sich vor allem von planktonisch lebenden Krebstieren und von Fischeiern.

## Systematik

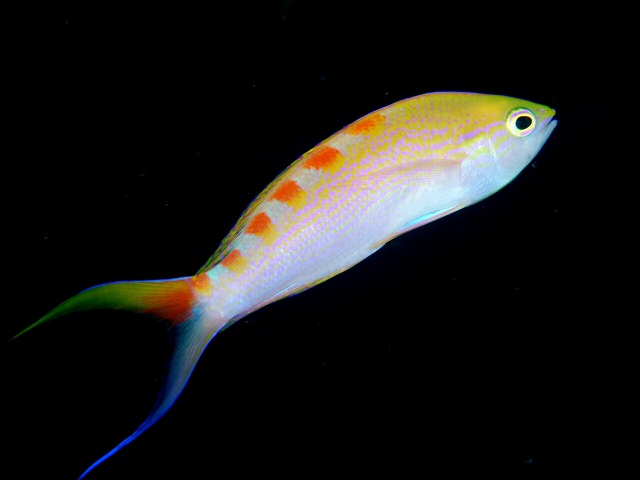
Pyronotanthias flavoguttatus

Die Fischart wurde 1976 durch den britischen Meeresbiologen Roger Lubbock und seinen US-amerikanischen Kollegen John Ernest Randall unter der Bezeichnung Anthias lori erstmals wissenschaftlich beschrieben und nach der Tochter Randalls benannt. Später wurde sie wie alle indopazifischen Anthias-Arten der Gattung Pseudanthias zugeordnet. Pseudanthias lori bildete zusammen mit P. aurulentus, P. flavoguttatus, P. privitera und P. timanoa sowie zwei bisher unbeschriebenen Arten (Pseudanthias cf. aurulentus “Coral Sea” und Pseudanthias sp. “sunrise”) den Pseudanthias lori-Artenkomplex. Im Januar 2022 wurde für Loris Fahnenbarsch und seine nahen Verwandten die neue Fahnenbarschgattung Pyronotanthias eingeführt mit Pseudanthias lori als Typusart.

## Belege
1. 1 2 3  Loris Fahnenbarsch auf Fishbase.org (englisch)
2. ↑  John E. Randall und Roger Lubbock (1981): A revision of the serranid fishes of the subgenus Mirolabrichthys (Anthiinae: Anthias), with descriptions of five new species. Contributions in Science (Los Angeles) No. 333: 13-17. PDF
3. ↑  Benjamin C. Victor, Antoine Teitelbaum und John E. Randall. 2020. Pseudanthias timanoa, A New Fairy Basslet from New Caledonia, South Pacific (Teleostei: Serranidae: Anthiadinae). Journal of the Ocean Science Foundation. 36, 6-15. DOI: 10.5281/zenodo.4050419
4. ↑  Anthony C. Gill. (2022). Revised definitions of the anthiadine fish genera Mirolabrichthys Herre and Nemanthias Smith, with description of a new genus (Teleostei: Serranidae). Zootaxa, 5092(1), 41–66. doi: 10.11646/zootaxa.5092.1.2